# Беда (рассказ)
Беда — рассказ Антона Павловича Чехова. Написан в 1887 году, впервые опубликован в 1887 году в «Петербургской газете» № 336 с подписью А. Чехонте.

## Публикации
Рассказ А. П. Чехова «Беда» написан в 1887 году, впервые опубликован в 1887 году в «Петербургской газете» № 336 с подписью А. Чехонте, в 1890 году опубликован в сборнике «Хмурые люди», рассказ вошёл в собрание сочинений писателя, издаваемое А. Ф. Марксом.
При жизни Чехова рассказ переводился на немецкий, румынский и сербскохорватский языки.

## История
Чехов интересовался работой судов, знакомился с судебными процедурами. Н. Г. Серповский отмечал, что Чехов находил в судебной практике «глубоко драматические» и «прямо юмористические, граничащие с анекдотом» сюжеты. В рассказе отразились впечатления писателя от работы в 1884 году судебным хроникером процесса по «скопинскому делу». В 1884 году от жульнических операций правления банка в городе Скопине банк был обанкрочен. Заметки писателя «Дело Рыкова и комп.» в 1884 году печатались в «Петербургской газете».

## Критика
Критик Н. К. Михайловский писал о неудачном авторском названии сборника — «Хмурые люди» и ссылался на рассказ «Беда»: «В каком смысле может быть назван хмурым человеком, например, купец Авдеев („Беда“), который выпивает, закусывает икрой и попадает в тюрьму, а потом в Сибирь за то, что подписывал, не читая, какие-то банковские отчеты?».
Ф. Пактовский относил рассказ «Беда» к тем произведениям, которые "освещают чрезвычайно существенный общественный вопрос, разрешение которого важно не столько для читателей, сколько для представителей юриспруденции: как быть, когда «наблюдается разъединение цивилизованного общества, его форм жизни, понятий и убеждений от форм жизни, понятий и убеждений простого народа».

## Персонажи
- Иван Данилыч Авдеев, купец, владелец лавки, член ревизионной комиссии банка.

## Сюжет
Иван Данилыч Авдеев, купец, член ревизионной комиссии банка, считающий себя честным человеком, волнуется. Директор банка, Петр Семеныч, недавно был арестован вместе с четырьмя другими сотрудниками. Банк совершил мошеннические действия и банкротится. Будучи членом наблюдательного комитета, Авдеев был гарантом отчетных цифр. В отчетах он совсем не разбирается, но его подписи стоят в бухгалтерских отчетах. Кроме того, он «без всякого обеспечения взял из банка 19 тысяч». Директор банка всучил ему эти деньги, иначе он вышел бы из его доверия. Лавка купца была опечатана, описана в его доме вся мебель. Авдеев находится под домашним арестом.
Приближается судебный процесс. Авдеев не понимает судей, а судьи не понимают его. После продолжавшегося полторы недели суда, Авдеев в последнем слове сказал что-то, вызвавшее смех в зале, но совсем не то, чему его учил защитник. Авдеева приговорили к ссылке в Тобольскую губернию и через полгода решение суда было исполнено.